# Horsford
Horsford est une paroisse civile et un village du Norfolk, en Angleterre.